# پایگاه آب‌نشین مونچولیک/۴۶۲مایل
پایگاه آب‌نشین مونچولیک/۴۶۲مایل (به انگلیسی: Muncho Lake/Mile 462 Water Aerodrome) یک فرودگاه خصوصی با کد یاتا WWQ است که یک باند فرود آب دارد. این فرودگاه در کشور کانادا قرار دارد و در ارتفاع ۸۱۷ متری از سطح دریا واقع شده‌است.